# Colinesterasi
Le colinesterasi sono una famiglia di enzimi facenti parte della classe delle idrolasi. Le molecole più note di questa famiglia sono l'acetilcolinesterasi (localizzata prevalentemente a livello sinaptico) e la pseudocolinesterasi (localizzata nel fegato e nel sangue) che catalizzano la seguente reazione:
acilcolina + H2O ⇄ colina + carbossilato
La pseudocolinesterasi può catalizzare l'idrolisi di diverse acilcoline, anche se catalizza più rapidamente la butirilcolina (BtCh) e pertanto è detta anche butirilcolinesterasi. È in grado di scindere anche l'acetilcolina, ma molto lentamente rispetto all'acetilcolinesterasi.

## Significato clinico
Assenza o mutazione della pseudocolinesterasi porta alla cosiddetta deficienza pseudocolinesterasica, una condizione silente che manifesta effetti solo quando nelle persone affette sono somministrate a livello muscolare, di solito durante interventi chirurgici, rilassanti come la succinilcolina o il mivacurium. La mancata azione dell'enzima rende il paziente più sensibile ai rilassanti tanto da portare a paralisi prolungata dei muscoli dell'apparato respiratorio, rendendo necessaria la ventilazione artificiale. 
Alte concentrazioni di pseudocolinesterasi nel plasma sono state associate nel 95% dei casi a infarto miocardico.
La butirrilcolinesterasi può essere usata come agente profilattico contro i gas nervini e altri veleni organofosfati.
Alcuni studi hanno suggerito che una carenza di pseudocolinesterasi sia tra i principali biomarcatori che possono indicare una predisposizione alla sindrome della morte improvvisa del lattante.

## Inibitori della colinesterasi
Un inibitore della colinesterasi (anticolinesterasi) blocca o riduce l'azione dell'enzima.
Gli inibitori interferiscono nel processo di trasmissione del segnale elettrico: sono quindi delle potenti neurotossine. Il principale sintomo di esposizione agli inibitori della colinesterasi è detto SLUD o SLUDGE, acronimo dall'inglese che indica una sindrome tossica con effetti combinati dovuti all'azione parasimpaticomimetica: aumento della salivazione, aumento della lacrimazione, perdita di controllo degli sfinteri con rilascio urinario e defecazione, disturbi gastrointestinali e vomito; gli effetti dell'esposizione a basse dosi possono fermarsi alla sindrome SLUDGE, ma un'esposizione prolungata può portare anche a spasmi muscolari e morte. Un possibile antidoto contro la loro azione è la pralidossima;  altri farmaci utilizzati per trattare l'intossicazione da anticolinesterasici sono atropina (parasimpaticolitico), Diazepam o Piridostigmina.
Tra i principali inibitori ci sono composti a base di fosforo, che hanno struttura molecolare tale da legarsi al sito attivo dell'enzima e bloccarlo in modo irreversibile. Molti inibitori sono prodotti di alcuni serpenti velenosi. Tra gli inibitori della colinesterasi più efficaci possono annoverarsi anche i gas nervini più potenti: Tabun (GA), Soman (GD), Ciclosarin (GF), Sarin (GB, famoso per essere stato rilasciato nel 1995 nella metropolitana di Tokyo dalla setta Aum Shinrikyō) e soprattutto i cosiddetti "agenti V": VE, VG (noto anche come Amiton o Tetram), VM, VR e VX.
Inibitori sono anche usati come farmaci anestetici o nel trattamento della miastenia gravis, del glaucoma (è il caso dell'ecotiopato ioduro) e dell'Alzheimer. Trovano anche impiego come disinfestanti; ne sono esempio alcuni organofosfati e carbammati.